# Manfred Pfister (Jurist)
Manfred Pfister (* 22. Juli 1879 in Überlingen; † 13. September 1959 in Freiburg im Breisgau; evangelisch) war ein seit 1907 im badischen Staatsdienst stehender Jurist und Landrat.

## Familie
Manfred Pfister war der Sohn  des Heinrich Karl Pfister (* 11. Mai 1830 in Homburg vor der Höhe; † 26. Januar 1912 in Heidelberg), Oberamtmann und Geheimer Oberregierungsrat.

## Ausbildung
Nach dem Studium der Rechtswissenschaften an der Universität Heidelberg wurde er nach dem ersten Staatsexamen 1902 zum Rechtspraktikanten ernannt. 1905 wurde er an der Universität Heidelberg zum Dr. iur. promoviert und nach der zweiten juristischen Staatsprüfung am 19. November 1906 zum Referendar ernannt.

## Laufbahn
Im April 1907 wurde Manfred Pfister von der badischen Innenverwaltung eingestellt und ab dem 10. Juni 1915 als Amtmann beim Bezirksamt Lörrach beschäftigt. Am 6. März 1920 wurde er zum Bezirksamt Bruchsal und 1923 zum Bezirksamt Bretten versetzt, wo er 1923 zum Oberamtmann befördert wurde. 1926 erhielten die Amtsleiter der Bezirksämter den Titel Landrat. Pfister wurde 1928 Polizeidirektor in Pforzheim und am 9. März 1933 vom nationalsozialistischen Regime beurlaubt. Ab dem 25. September 1933 wurde er wieder in untergeordneter Position verwendet und ab dem 20. August 1934 als zweiter Beamter, dies war eine Degradierung, mit dem alten Titel Landrat beim Bezirksamt Freiburg beschäftigt. Vom 5. Mai 1945 wurde er von der französischen Militärregierung zunächst als kommissarischer Landrat und danach bis 7. August 1946 als kommissarischer Landeskommissär in Freiburg eingesetzt. Schließlich wurde er zum 30. September 1947 in den Ruhestand versetzt.

## Mitgliedschaften
- ca. 1930 bis 1933 Deutsche Demokratische Partei (DDP)
- Bund Nationalsozialistischer Deutscher Juristen (BNSDJ), kein NSDAP-Mitglied
- Beirat des Landesjugendamtes Baden
- 1947 Vorsitzender der Entnazifizierungs-Spruchkammer Freiburg IV (Günterstal, Kyburg)

## Auszeichnungen
- 1916 Badisches Kriegsverdienstkreuz
- 1917 Bayerisches König Ludwig-Kreuz
- 1918 Preußisches Verdienstkreuz für Kriegshilfe